# Ида Анак Агунг Где Агунг
Ида Анак Агунг Где Агунг (индон. Ida Anak Agung Gde Agung) — индонезийский политический деятель, национальный герой Индонезии. Раджа Гианьяра.

## Биография
Изучал юриспруденцию и историю в Нидерландах, завершил своё образование в Индонезии, где получил степень доктора исторических наук.
С 1947 по 1949 год — премьер-министр Государства Восточная Индонезия, квази-независимого государства, созданного при поддержке Нидерландов во время войны за независимость Индонезии.
После того, как 27 декабря 1949 года Государство Восточная Индонезия вошло в состав  Республики Соединённые Штаты Индонезии (РСШИ) , занял пост министра внутренних дел в правительстве нового государства . Был убеждённым сторонником федеративного устройства Индонезии, что вызвало его конфликт с президентом Сукарно, по инициативе которого в августе 1950 года РСШИ была преобразована в унитарную Республику Индонезию. После ухода с поста министра служил послом Индонезии в Бельгии.
С 1955 по 1956 год — министр иностранных дел Индонезии.
С 1962 по 1966 год находился в тюрьме.
С 1970 по 1974 год — посол Индонезии в Австрии
Ида Анак Агунг Где Агунг умер в 1999 году.

## Награды
- Орден «Звезда Махапутра» 2-й степени.

## Фотоальбом

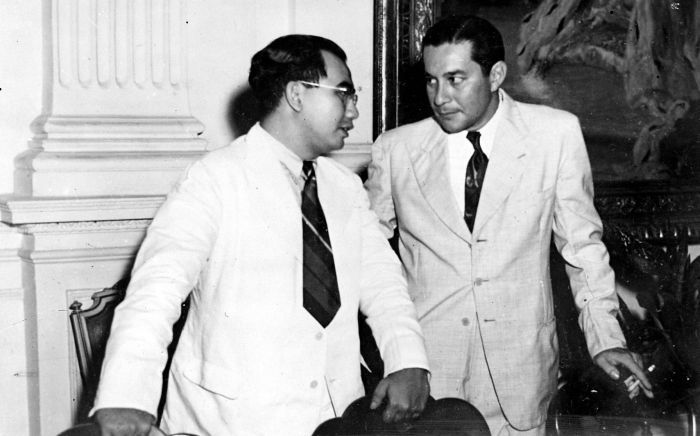
Ида Анак Агунг Где Агунг и султан Понтианака Хамид II[англ.]
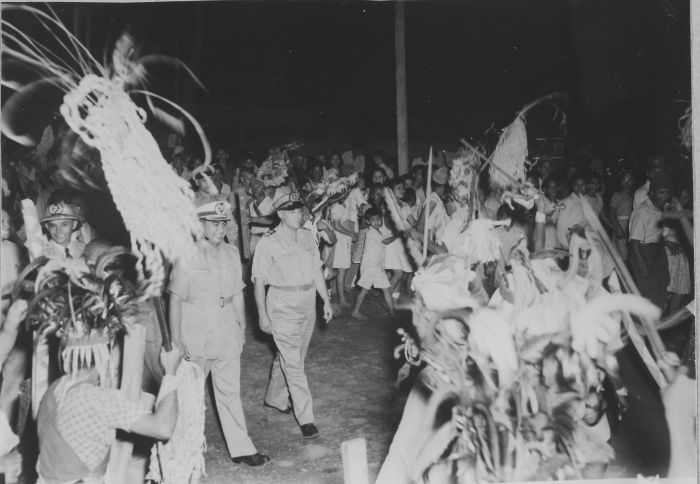
Прибытие Ида Анака Агунга Где Агунга в аэропорт Мапангет, Сулавеси